# Os, Hordaland
Os, Hordaland là một đô thị ở hạt Hordaland, Na Uy.
Nó nằm ở vùng Midhordland, ngay phía nam của thành phố lớn thứ hai của Na Uy, Bergen. Do gần Bergen, Os đang có sự gia tăng dân số mạnh mẽ. [2] Trung tâm hành chính (và trung tâm thương mại) của Os là làng Osøyro. Đây là khu định cư lớn nhất trong đô thị, với hơn 60% cư dân thành phố sống ở đây. Các làng lớn khác ở Os bao gồm Hagavik, Halhjem, Søfteland, Søre Øyane và Søvik.